# ضريح جودا باي

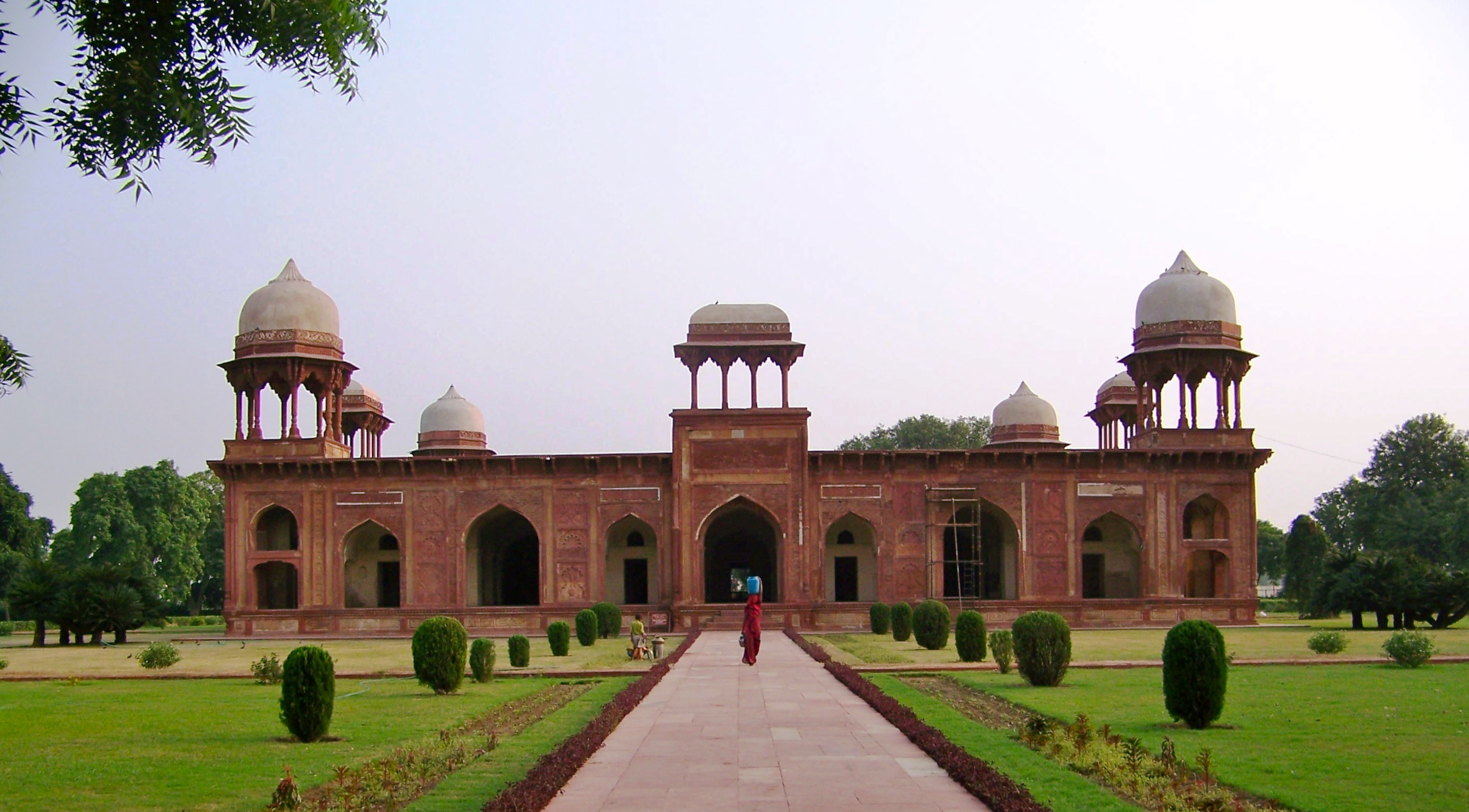
ضريح جودا باي (مريم الزمان)، في سيكاندارا

قبر جودا باي، هو ضريح للهندوسية جودا باي، والتي اسلمت بعد ولادة ابنها سليم  قرينة إمبراطور سلطنة مغول الهند جلال الدين أكبر. وقد تم بناء الضريح من قبل جهانكير، تخليدا لذكرى له أمه جودا باي (مريم الزمان). الضريح يقع في سيكاندارا، وهي ضاحية من ضواحي أغرة.

## أعلام
- جودا باي